# Декларация светского гуманизма
Декларация светского гуманизма — заявление в поддержку демократического и секулярного (светского) гуманизма, опубликованное в 1980 году Советом по демократическому и секулярному гуманизму, ныне известным как Совет по секулярному гуманизму.
Документ составлен Полом Курцем. В значительной степени является изложением содержания Второго гуманистического манифеста, который в 1973 году опубликовала Американская ассоциация гуманистов и соавтором которого также был Пол Курц (совместно с Эдвином Генри Уилсоном). До 1979 года Пол Курц вместе с Уилсоном редактировал журнал «Гуманист» («The Humanist»), но впоследствии занялся организацией своего собственного гуманистического движения и публикацией собственного периодического издания. «Декларация светского гуманизма» и стала отправным пунктом всех его последующих инициатив.

## Содержание
Декларация содержит следующие основные разделы:
1. Свобода исследований
2. Отделение церкви от государства
3. Идеал свободы
4. Этика, основанная на критическом мышлении
5. Нравственное образование
6. Религиозный скептицизм
7. Примат разума
8. Наука и технология
9. Эволюция
10. Образование

## Лица, подписавшие Декларацию
Перед списком лиц, подписавших Декларацию, авторы поместили следующее заявление: «Несмотря на то, что мы, ставящие подпись под этой Декларацией, можем не соглашаться со всеми её конкретными положениями, мы, тем не менее, поддерживаем её общие цели и задачи и верим в важность их провозглашения и выполнения. Мы призываем всех тех мужчин и женщин доброй воли, кто согласен с нами, присоединиться к нашей попытке сохранить приверженность принципам свободы исследований и светского гуманистического мировоззрения. Мы заявляем, что отказ от этих ценностей может иметь зловещие последствия для будущего цивилизации нашей планеты».
Декларацию подписали, среди прочих, Айзек Азимов (всемирно известный писатель-фантаст), Валентин Турчин (русский диссидент и учёный), Жорес Медведев (также известный русский диссидент) и Дора Рассел (жена Бертрана Рассела).